# Srečko Koren
Srečko Koren, slovenski zdravnik higienik, pedagog in politik, * 7. november 1921, Maribor, † 30. november 1986, Maribor.
Koren je leta 1949 diplomiral na Medicinski fakulteti v Ljubljani. Nato se je izpopolnjeval v Zagrebu in 1954 postal specialist preventivne medicine. Tega leta se je zaposlil v mariborskem Zavodu za zdravstveno varstvo kot organizator zdravstvene službe. Leta 1962 je postal svetnik, 1966 pa primarij. V letih 1967 do 1982 je bil Koren poslanec Zvezne skupščine SFRJ.